# Allgemeine-SS
De Allgemeine-SS, Allgemeine SS, (Nederlands: Algemene SS), ook: Schwarze SS ofwel Heimat-SS was de civiele afdeling binnen de SS-organisatie. De Allgemeine-SS werd in 1934 opgericht in nazi-Duitsland en verzorgde onder andere de administratie van de SS. De oprichting vond oorspronkelijk plaats om een onderscheid aan te brengen tussen de Waffen-SS en de SS-Totenkopfverbände.

## De verhouding tussen de SS en de SA
De SS werd opgericht op 4 april 1925 en was sinds 1 november 1926 ondergeschikt aan de SA. De SS was een subeenheid van de SA en de NSDAP. De Schutzstaffel werd door zowel de NSDAP-leden, als door de bevolking beschouwd als een eliteorganisatie.
De hoofdtaak van de SS was de persoonlijke bescherming van Adolf Hitler. In de winter van 1925 bestond de SS uit ongeveer 1.000 leden, waarvan er slechts 200 actief waren. Himmler probeerde al gauw de SS van de SA te scheiden. Dit lukte deels, want vanaf 1927 hadden de SA-leiders geen gezag meer over het SS-personeel. Himmler begon de SS systematisch te organiseren en uit te breiden. Veel afpersers, misdadigers, vroegere leden van het Freikorps en Duitsers waren teleurgesteld in de Weimarrepubliek en sloten zich aan bij de SS.
In december 1929 was het aantal actieve leden gegroeid tot 1.000. De SS groeide in deze periode relatief snel. Op 29 januari 1930 zei Hitler tegen SA-leider Ernst Röhm het volgende: "De SS is groeiende en zal aan het eind van dit kwartaal een actief ledenaantal van 2.000 bereiken.. Tegen het einde van dat jaar had de SS een ledenaantal bereikt van 2.727.
Himmler zocht naar uitbreidingsmogelijkheden voor de SS en kwam uit bij de SA. Hij wilde leden van de SA overhalen om lid te worden van de SS. Veel oud-leden van de Frontbann stapte over naar de SS. Talloze Unterführers stapten door deze rekruteringsvorm over van de SA naar Himmlers SS. Hitler steunde Himmler na zijn eerste grote zege (het weghalen van leden bij de SA) op de SA. Nadat Hitler kenbaar had gemaakt dat de SA-leiders geen gezag meer hadden over de SS, scheidden beide organisaties. Hitlers woorden zorgden ervoor dat de SS onafhankelijk werd van de SA.

## Vorming en dienst
Na de Machtergreifung door de Nationaalsocialisten begon de SS de organisatie uit te breiden. In maart 1933 waren er 'slechts' 52.000 geregistreerde leden, terwijl dit in december hetzelfde jaar al was opgelopen tot meer dan 204.000 leden. Himmler liet het rekruteren voor de SS tijdelijk stoppen. Himmler liet weten dat iemand die geschikt was voor de SS, tussen eind 1933 en eind 1935 niet in aanmerking kwam voor het lidmaatschap.
In de winter van 1933 werd Himmler bevelhebber van de Politische Polizei. Dit gold voor heel Duitsland. Himmler maakte deze organisatie, evenals de Gestapo en de Sicherheitsdienst (SD), ondergeschikt aan de Reichssicherheitshauptamt (RSHA). Reinhard Heydrich kreeg het bevel over deze nieuwe overkoepelende organisatie.
Op 30 juni 1934 breidde de SS haar macht uit. In de Nacht van de Lange Messen onthoofdde de SS de grotere Sturmabteilung. Alle belangrijke leiders van de SA werden gearresteerd of gevangengenomen. Ook SA-leider Ernst Röhm werd gevangengenomen en later geëxecuteerd.
In augustus 1934 kreeg Himmler toestemming van Hitler om een nieuwe organisatie te vormen. De SS-Sonderkommandos en de Politischen Bereitschaften, werden omgevormd tot de SS-Verfügungstruppe (SS-VT). Deze troepenmacht was een bewapende eenheid, welke ten tijde van oorlog ondergeschikt waren aan de Wehrmacht. In vredestijd stond de eenheid onder direct bevel van Himmler.
Na deze herstructurering van de SS, werd er een onderverdeling gemaakt tussen drie afdelingen:
- Allgemeine-SS,
- SS-Verfügungstruppe
- SS-Totenkopfverbände

In december 1935 werden ongeveer 60.000 SS-leden uit de organisatie gegooid. De zuivering die Himmler doorvoerde, betekende voornamelijk het einde van de carrière van meelopers, alcoholisten, homoseksuelen en van diegenen waarvan het oorspronkelijke ras onbekend was.
Tijdens deze periode werd de SS grondig gereorganiseerd, wat ertoe leidde dat de Allgemeine-SS werd opgericht. De Allgemeine-SS groeide snel en bereikte haar hoogste ledenaantal in 1938, met 485.000 leden. Op dat moment waren er 13.867 SS-Führers actief binnen de Allgemeine-SS, waarvan slechts 8,3% (1.144) geen lid van de NSDAP was.
Hitler besliste op 18 mei 1939 om de SS-Totenkopfverbände in te voegen bij de Allgemeine-SS. Dit resulteerde in ruim 50.000 nieuwe leden bij de Allgemeine-SS.
In augustus 1939 had de Allgemeine-SS een ledenaantal van 485.000 (inclusief 180.000 man van de Reserve-Standarten). Ongeveer 170.000 leden werden opgeroepen om te gaan werken bij de Wehrmacht en 35.000 leden werden ondergebracht bij de Waffen-SS. Alleen de ongeveer 10.000 voltijdse SS-leiders in de hoofdkantoren, werden niet opgeroepen voor militaire dienst. Vanaf het moment dat de oorlog begon, werd de Allgemeine-SS steeds minder belangrijk. De Waffen-SS streefde de organisatie zowel in grootte, als in belang voorbij.
Tegen het einde van de oorlog in 1945, had de Gesamt-SS meer dan 840.000 leden. Van de waren er 48.000 lid van de Allgemeine-SS. Het ledenaantal van de Gesamt-SS was al volgt verdeeld: 18.000 officieren, 52.000 NCo's, 600.000 leden van de Waffen-SS en 130.000 politieofficieren. Het SS-lidmaatschap werd formeel gegeven aan alle leden van de Waffen-SS, alsmede aan alle politieofficieren.

## Organisatiestructuur
De organisatie van de Allgemeine-SS was opgebouwd uit diverse formaties. Deze lijst weergeeft alle formaties (gerangschikt van groot naar klein):
- Oberabschnitt
- Abschnitt
- Standarte - (vergelijkbaar met een regiment)
- Sturmbann
- Sturm
- Zug - (vergelijkbaar met een peloton)
- Gruppe
- Trupp
- Rotte

### SS-Oberabschnitte
De SS-Oberabschnitte (Nederlands: SS-Hoofddistricten) was de benaming van de SS hoofddisctricten, welke werden ingevoerd in november 1933. Deze indeling van districten werd gebaseerd op de vroegere districtsindeling van de SA. Toen de SS werd opgericht, stonden de SS Gau-Führers aan het hoofd van de afzonderlijke, lokale SS-eenheden. Toch rapporteerden de meeste SS-eenheden direct aan het NSDAP-hoofdkantoor in München. Een SS Gau-Führer was meestal een hoge SA- of partijleider. Dit omdat er bij de SS de status van commandant in het prille begin nog niet bestond.

### Abschnitte
De SS-Abschnitte (Nederlands: SS-Districten) bevonden zich op een lager niveau dan de SS-Oberabschnitte. In totaal bestonden er vijfenveertig van deze Abschnitte in nazi-Duitsland en aangesloten landen zoals Oostenrijk en Tsjecho-Slowakije. Ook waren er delen van Polen en Frankrijk in Abschnitte ingedeeld. De eerste Abschnitte werden opgericht in 1931. De meeste andere werden opgericht in de periode 1932 - 1939.

### Standarten
Standarten (Nederlands: Regimenten) waren de basiseenheden van de Allgemeine-SS. Toen de SS werd opgericht, bestonden deze eenheden ongeveer uit tien man. De officiële formatie van de 1.SS-Standarte vond plaats op 9 november 1925. Dit was exact twee jaar naar de mislukte staatssgreep in München. De eenheid stond toen slechts op papier als Standarte bekend. Standarten werden aangeduid met Arabische cijfers.

#### Reiterstandarten
Naast de gewone Standarten had de Allgemeine-SS ook de beschikking over Reiterstandarten (Nederlands: Cavalerie-eenheden). Deze SS-eenheden vonden hun oorsprong in ruiterclubs die Himmler overnam binnen zijn SS. Vaak waren de leden van deze ruiterclubs rijke herenboeren en landeigenaren. Door hun aanstelling binnen de SS kreeg Himmler ook meer aanhang onder deze klasse. De SS-cavalerie-eenheden werd in het begin van 1931 opgericht onder de naam Berittene SS-Abteilung (bereden SS-detachement). Later dat jaar werd de naam gewijzigd in SS-Reitersturm.

## Rangen
De rangen van de Allgemeine-SS, Waffen-SS en SS-Totenkopfverbände waren allemaal gebaseerd op de rangen van de SA. Daardoor was een duidelijke hiërarchische onderverdeling binnen de gehele SS-organisatie. Er waren slechts enkele verschillen in rangen tussen deze drie organisaties. De rang Brigadeführer bij de Allgemeine-SS, was bij de Waffen-SS Rottenführer. Mocht een SS'er deze beide rangen bezitten, maar tevens een architecturale ingenieur zijn, dan werd er door de SS-Hauptämter de derde rang Sonderführer uitgegeven.
In 1944 begonnen de Geallieerden de SS'ers en Polizeiführers met een hogere rang dan de Brigadeführer (Allgemeine-SS) te scheiden van de normale krijgsgevangenen.